# Urszulin
Urszulin è un comune rurale polacco del distretto di Włodawa, nel voivodato di Lublino.
Ricopre una superficie di 171,62 km² e nel 2004 contava 4 062 abitanti.